# Дитячий альбом

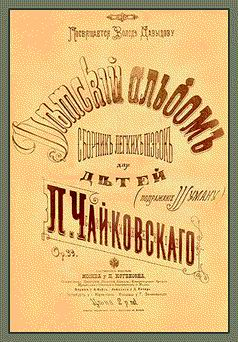
Титульний лист прижиттєвого видання Дитячого альбому П. І. Чайковського

Дитячий альбом (рос. Де́тский альбо́м) Op. 39 — цикл п'єс для фортепіано композитора Петра Ілліча Чайковського, що носить авторський підзаголовок «Двадцять чотири легкі п'єси для фортепіано». Цикл присвячений племіннику композитора Володі Давидову.
Написаний 1878 року, коли композитор гостював у Кам'янці в сім'ї своєї молодшої сестри Олександри Іллівни Давидової. У листі до Надії фон Мекк від 30 квітня композитор писав:

| Завтра візьмусь я за збірку мініатюрних п'єс для дітей. Я давно вже подумував про те, що не завадило б сприяти в міру сил до збагаченню дитячої музичної літератури, яка дуже небагата. Я хочу зробити цілий ряд маленьких уривків безумовної легкості і з привабливими для дітей заголовками, як у Шумана.Оригінальний текст (рос.) Завтра примусь я за сборник миниатюрных пьес для детей. Я давно уже подумывал о том, что не мешало бы содействовать по мере сил к обогащению детской музыкальной литературы, которая очень небогата. Я хочу сделать целый ряд маленьких отрывков безусловной легкости и с заманчивыми для детей заглавиями, как у Шумана.[1] |
Цикл був опублікований у грудні 1878 року видваництвом Юргенсона. На думку відомого фахівця з творчості Чайковського Поліни Вейдман,

Дитячий альбом, поряд із широко відомими творами Шумана, Грига, Дебюссі, Равеля, Бартока та деяких інших композиторів-класиків, входить до золотого фонду світової музичної літератури для дітей. У Росії він дав поштовх до створення ряду близьких за характером та тематикою фортепіанних опусів.

## Зміст
| №  | Назва українською              | Оригінальна назва             | Примітки |
| -- | ------------------------------ | ----------------------------- | --- |
| 1  | Ранкова молитва                | Утренняя молитва              | |
| 2  | Зимовий ранок                  | Зимнее утро                   | |
| 3  | Мама                           | Мама                          | Мама |
| 4  | Гра в коней                    | Игра в лошадки                | |
| 5  | Марш дерев'яних солдатиків     | Марш деревянных солдатиков    | Тема використана в балеті «Лускунчик».                                                                       |
| 6  | Хвороба ляльки                 | Болезнь куклы                 | |
| 7  | Похорон ляльки                 | Похороны куклы                | |
| 8  | Вальс                          | Вальс                         | Вальс |
| 9  | Нова лялька                    | Новая кукла                   | |
| 10 | Мазурка                        | Мазурка                       | Мазурка |
| 11 | Руська пісня                   | Русская песня                 | використано російську народну плясову «Голова ли ты, моя головушка».                                         |
| 12 | Мужик на гармоніці грає        | Мужик на гармонике играет     | |
| 13 | Камаринська                    | Камаринская                   | Побудована на одному з варіантів відомої російської фольклорної теми.                                        |
| 14 | Полька                         | Полька                        | Полька |
| 15 | Італійська пісенька            | Итальянская песенка           | використано народну італійську мелодію                                                                       |
| 16 | Старовинна французька пісенька | Старинная французская песенка | Композітор використав цю мелодію, дещо видозмінивши її, в хорі менестрелів з II дії опери «Орлеанська діва». |
| 17 | Німецька пісенька              | Немецкая песенка              | Припускається використання тірольської народної пісеньки                                                     |
| 18 | Неполітанська пісенька         | Неаполитанская песенка        | Тема перенесена в «Дитячий альбом» з 3-го дії балету «Лебедине озеро».                                       |
| 19 | Нянина казка                   | Нянина сказка                 | |
| 20 | Баба-Яга                       | Баба-Яга                      | Баба-Яга |
| 21 | Солодка мрія                   | Сладкая грёза                 | |
| 22 | Пісня жайворонка               | Песня жаворонка               | |
| 23 | Шарманщик співає               | Шарманщик поёт                | Композітор використовує італійський (венеціанський) мотив за основу п'єси.                                   |
| 24 | У церкві                       | В церкви                      | Використаний церковний мотив так званого «шостого голосу».                                                   |

## Похідні твори
Дитячий альбом П. І. Чайковського ліг в основу похідних творів:
- Анатолій Іванов — Транскрипція для ударних інструментів
- Дитячий балет за сценарієм Галіни Крутикової (1996)